# Милдер, Энди
Энди Милдер (англ. Andy Milder; род. 16 августа 1969, Омаха, Небраска, США) — американский актёр кино, телевидения и озвучивания.

## Биография
Энди Милдер родился 16 августа 1969 года в городе Омаха, штат Небраска, США. В молодом возрасте он переехал в Санта-Монику, штат Калифорния, а затем поступил в Калифорнийский университет в Беркли, специализируясь на экономике, прежде чем пошёл учиться в Американский театр-консерваторию в Сан-Франциско.
Снялся во второстепенных и эпизодических ролях в таких фильмах, как «Аполлон-13», «Армагеддон», «Ходят слухи», «Домино», «Фрост против Никсона», «Трансформеры».
Энди озвучил принца Себастьяна Лакруа в 2004 году в видеоигре Vampire: The Masquerade – Bloodlines и Lightning Lad в мультсериале «Легион супергероев» 2006 года и фильме «LEGO Супергерои DC: Лига Справедливости – Космическая битва».
С 2005 по 2009 год был постоянным актёром, а затем до 2012 года регулярно снимался в сериале «Дурман» в роли Дина Ходса.
С 2011 по 2015 год был постоянным актёром в ситкоме «Остин и Элли» в роли Лестера Доусона.
За свою карьеру принял участие в более чем 100 фильмах, сериалах и мультфильмах.
В настоящее время Милдер живёт в Манхэттен-Бич, штат Калифорния, со своей женой, доктором Бетти Ли.

## Избранная фильмография
| Год       |    | Русское название                    | Оригинальное название            | Роль               |
| --------- | -- | ----------------------------------- | -------------------------------- | ------------------ |
| 1993      | с  | Чудесные годы                       | The Wonder Years                 | Хоуи Нидлман       |
| 1995      | ф  | Аполлон-13                          | Apollo 13                        | Гвидо Уайт         |
| 1997—1998 | с  | Слава Лос-Анджелеса                 | Fame L.A.                        | Маркус Карилли     |
| 1998      | ф  | Армагеддон                          | Armageddon                       | техник НАСА        |
| 2005—2012 | с  | Дурман                              | Weeds                            | Дин Ходс           |
| 2008      | ф  | Фрост против Никсона                | Frost/Nixon                      | Фрэнк Гэннон       |
| 2009—2011 | мс | Бэтмен: Отважный и смелый           | Batman: The Brave And The Bold   | Флэш / Джей Гаррик |
| 2010—2011 | с  | Парки и зоны отдыха                 | Parks and Recreation             | Фрэдди             |
| 2010—2011 | с  | Бывает и хуже                       | The Middle                       | директор Шолин     |
| 2011—2015 | с  | Остин и Элли                        | Austin & Ally                    | Лестер Доусон      |
| 2015—2017 | мс | Трансформеры: Роботы под прикрытием | Transformers: Robots in Disguise | Квиллфаер          |
| 2018      | с  | Цыпочки                             | Chicken Girls                    | Эдвард             |
| 2020      | с  | Шучу                                | Kidding                          | Джин Роадс         |

## Награды и номинации
| Год  | Награда                        | Категория                                    | Работа | Результат |
| ---- | ------------------------------ | -------------------------------------------- | ------ | --------- |
| 2007 | Премия Гильдии киноактёров США | Лучший актёрский состав в комедийном сериале | Дурман | Номинация |
| 2009 | Премия Гильдии киноактёров США | Лучший актёрский состав в комедийном сериале | Дурман | Номинация |